# Ségou (region)
Ségou er en region i Mali. Den ligger midt i landet og grænser til regionerne Sikasso, Tombouctou, Mopti og Koulikoro. Den grænser også til landene Mauritanien i nord og Burkina Faso i syd.

## Administrativ inddeling
Ségou er inddelt i syv kredse (Cercle). Kredsene er videre inddelt i 118 kommuner.
1. Bla
2. Barouéli
3. Macina
4. Niono
5. Ségou
6. San
7. Tominian

13°50′N 5°50′V / 13.833°N 5.833°V